# Blato u dvorištu
Blato u dvorištu, roman hrvatskog književnika Ratka Cvetnića.
Četvrti je Cvetnićev roman. Objavio ga je 2018. godine. Roman je svojevrsni presjek hrvatske povijesti 20. stoljeća, od vremena Drugoga svjetskoga rata i poraća do samostalne i neovisne Hrvatske i za nj je Cvetnić dobio Nagradu HAZU.
U svojem četvrtom romanu Blato u dvorištu (2018.) Ratko Cvetnić daje literariziranu, široku obiteljsku kroniku promatranu kroz stoljetnu panoramičnost, a pripovjedački posredovanu vizurom jednog od obiteljski najsenzibilnijih pa i najranjivijih pripadnika. Taj je pojedinac duboko svjestan višestrukih povijesnih nizbrdica koje su građansku obitelj, o kojoj je u romanu riječ, obilježavale tijekom života, a napose u socijalističkoj svakodnevici u drugoj polovici 20. stoljeća (koje je autor s razlogom nazvao stoljećem ideologija, razornih ratova i razorne banalnosti). Prateći životne sudbine mnogobrojnih članova stvarne obitelji Kamenar, miješajući dakle fakcijske i fikcijske sastavnice, povijesnost i (auto)biografičnost, Cvetnić zapravo daje metaforički rečeno sto priča u jednoj, spretno zadržavajući narativnu ravnotežu među segmentima globalne priče kao i ujednačenost identitetskih posebnosti pojedinaca o kojima je riječ. To je zato izrazito digresivna proza, sustavno premrežena sjajnim esejističkim diskursom, no u isti čas proza pod kontrolom disciplinirane mašte i atraktivne refleksivnosti tvorca ove literarno i te kako oživljene priče iz zbilje.
Ono što autoru pomaže pri kroćenju opsežne građe koja mu se nametnula zahvaljujući sadržajno razvedenim povijesnim datostima – jest najprije činjenica što se opredijelio za prvo osobno pripovijedanje, dakle za subjektivnu vizuru koja sustavno eliminira višak pa i »prenapregnutost« građe, a zatim i za prokušanu narativnu gestu: obiteljsku fotografiju, snimljenu u lipnju 1965. uoči polaska na obiteljski izlet, fotku koja postaje vodič kroz naraštaje te čvrsto drži na okupu reprezentativne obiteljske pripadnike. Snimio ju je pripovjedač iz svoga individualnog rakursa pa iako na fotografiji nije nazočan, vidljiv je sustavno kroz filter narativnoga subjektiviteta. Priča u ja-obliku teče onako kako želi njezin posrednik koji se javlja iz prostora »ontološke samoće«, svjestan kako je bez takva konkretna usmjeritelja, fotografije kao trenutka zaustavljena u vremenu – umalo pripovjedački bespomoćan (»Ali kad govorim o tome što je bilo dalje, moram se vratiti osobama s fotografije, jer ću u protivnom – kako što čitatelj već sluti – posve izgubiti nit.«; Cvetnić, 2018: 96). Segmenti globalne priče slijede slučajan poredak osoba s fotografije, a njihove životne povijesti spajane su asocijativnim vezom koji ovisi o pripovjedačevim sjećanjima, razmišljanjima, pretpostavkama, interpretacijama i uopćavajućim komentarima.
Lanac uzbudljivih ljudskih sudbina pokrenula je deportacija te politički gubitničke građanske obitelji koja pod prisilom, po završetku Drugoga svjetskog rata, napušta stan u središtu Zagreba i nalazi sklonište u turopoljskom selu (izmišljena imena Brestovec) nedaleko Velike Gorice. No obitelj nije prognana samo iz domicilnoga mjesta u »radićevsko uporište, s minimalnim simpatijama za političke nasilnike bilo koje vrste, tako da se ustaška, a potom i komunistička vlast prihvaćala kao nužno zlo, što znači šutke, pasivno do samo granice konformizma«, (str. 86); naime, ta je obitelj bila istjerana i iz svoga staleža, što ju je obilježilo trajnom stigmom i dojmom iracionalne (pisac dodaje: stvarne, načelne ili sasvim metafizičke) – krivnje, kao i osjećajem poniženja koji je bio »jači ne samo od potrebe za pravdom, ili barem za osvetom, nego jači i od straha« (str. 119). Pritom su zacrtane i konture hrvatskoga (malo)građanskog mentaliteta koji je trajno obilježio neke njezine članove izazivajući sustavne frustracije pa i aporije zbog neočekivane osude na život u »niskoj izmaglici konzervativne, kverulantske« (str. 28) turopoljske zbilje u kojoj su se ženski likovi zbog prirođene pragmatičnosti pokazali izdržljivijima.
Međutim, načelnoj frustraciji, koja je zahvatila umalo sve sudionike ove »prisilne ekspedicije«, pridodana je i jedna pripovjedačeva subjektivna prepreka: bizarna nesreća koja ga je osudila na progonstvo iz standardne životne rutine, dakle, na život u dvostrukoj drugosti. Toj drugosti ne pridonosi samo fizička barijera zbog tjelesna hendikepa (u prometnoj nesreći ostao je bez nogu pa je od dječačke dobi osuđen na život u invalidskim kolicima) ‒ nego i ono često spominjano stvarno i metafizičko blato koje, kako kaže pisac na samomu početku svoje priče, izaziva u »depresivnoj idili Brestovca« turobno raspoloženje jer se turopoljsko blato, nazovimo ga još i kal, glib, kaljuža, lako povezuje s egzistencijalnom nečisti, prljavštinom, niskošću ili svakojakim društvenim porocima. To je »živo« blato u vlastitu dvorištu ujedno i neprevladiva fizička smetnja osobi s teškoćama u kretanju, napose za turopoljskih zima i magla »kad nema ni neba. Samo blato u dvorištu« (str. 79).
O tom simboličnom blatu koje okružuje obiteljsku intimu, svijet malih zajednica u povijesnom kaosu, govori pripovjedni subjekt svjestan potrebe da se povremeno prepusti »povlastici kolektivnoga ja«, ali da ipak stalno održava čvrstu personalnu orijentaciju vezanu uz vlastiti identitet. A taj subjekt koliko god bio kritičan prema društvenim previranjima u razdobljima u kojima su živjeli srodnici s obiteljskoga fotosa kao i on sam – nekako uspijeva ne zapadati u stanja fizičke iznemoglosti, duševna klonuća ili malodušnosti; on iznimnom intelektualnom pribranošću iznosi svoje ideje i poglede na svijet unutar »nesavršene materijalne zbilje« (str. 118), a nerijetko ih obrađuje humornim, paradoksnim pa i ironičnim interpretacijama različitih pogleda najavna i privatna zbivanja u rasponu od početka 20. stoljeća do tranzicijskih nedaća i nemirne sadašnjice.
Zato i sva sudbinska događanja drugih osoba iz obiteljskog okruženja, sve njihove uspone, razočaranja, nemoći i gubitništva, njihove mane, iluzije i frustracije ‒ prošarane su moći pripovjedačeve osobnosti da se ugradi u tuđe živote; ta se sposobnost može nazvati i postupkom svojevrsne inkluzije, uključivanja u sredinu drukčijih, pa i nadrastanje vlastitih fizičkih ograničenosti dubinskom empatijom i posebnom vrstom duhovne mobilnosti. Zbog toga autorova misao luta golemim vremenom i prostorom, spaja daleku prošlost s neposrednom sadašnjošću na crti književnih, glazbenih, filmskih, filozofskih, (pop)kulturnih, političkih (od kućnih radićevaca do salonskih ljevičara, od agitpropovskih parola i inženjeringa ljudskih duša do današnje multukulturalnosti) i sličnih asocijativnih sklopova (»Znam samo to da su dolina Isse iz godina poslije Velikog rata, kakvu opisuje Czesław Miłosz, kao i Turopolje koje je ranih sedamdesetih tako uvjerljivo odglumilo Anatevku u adaptaciji Guslača na krovu, neusporedivo sličniji mome djetinjstvu nego što je to Brestovac danas.«; »Na fotografiji neobično podsjeća na onaj Šeferovljev portret Augusta Cesarca iz čitanke hrvatskog jezika, koji poznaju generacije nekadašnjih gimnazijalaca ...«; str. 255 i 62).
Pripovjedni subjekt, iako dvostruki prognanik iz standardne rutine, za razliku od nekih svojih rođaka, ima bolji i smireniji pogled te strpljivo podržava onaj simbolički »pješački most« kojim se jednom razgraničilo a potom ipak pokušalo povezati različite svjetove. Zato je pripovjedačevo asocijativno tkivo slojevito te se u njemu sustavno naslućuje i autorska svijest o vlastitoj misiji pisanja koja pretpostavlja, kadšto i naglašava, čitateljsku nazočnost u tekstu: »Dakle, kad o životu svoje obitelji i svom životu razmišljam kao o romanu, a bio sam tako razmišljao i prije negoli sam se odlučio na ove zapise, pomislim što bi moglo zadržati pozornost čitatelja u situaciji u kojoj ne mogu ponuditi ništa od velikih zapleta – ništa nalik ljubavnoj priči, nikakvu detekciju ili potjeru za krivcem, nikakve avanture u egzotičnim krajevima.«; str. 209-210). Zauzvrat je pisac ponudio sebe, snažan subjektivitet u pričama o drugima prema načelu kako»čovjek koji piše, pa makar pisao i pismo, najčešće zapravo razgovara sam sa sobom« (str. 226); zato je na kraju romana »okinuo« svojevrstan literarni selfie, odnosno, naznačio rudiment osobne ljubavne priče (koja je zapravo završila prije negoli je i započela).
Međutim, taj specifični pripovjedač i tu vrstu gubitka okončava stoičkim mirom u skladu sa spoznajom kako živimo u kulturi odbacivanja i prolaznosti, kako nam sudbinska samoća otkriva onaj dio unutarnjeg svijeta kojega dotad možda nismo bili ni svjesni, kako su zapravo svi »Evini sinovi« trajno izbačeni iz raja, iz »stoljetnog civilizacijskog zavičaja« (str. 87). U tom bismo kontekstu unutarnjeg pripovjedača ove obiteljske sage (koja je pri samom vrhu naše suvremene proze) ‒ mogli nazvati svojevrsnim hrvatskim Stephenom Hawkingom, koji je svjestan svoje posebnosti no unatoč svemu s neizmjernim mirom nalazi vlastito pročišćenje u »katarzičnoj vatri sudbine«.